# Millsboro
Millsboro is een plaats (town) in de Amerikaanse staat Delaware, en valt bestuurlijk gezien onder Sussex County.

## Demografie
Bij de volkstelling in 2000 werd het aantal inwoners vastgesteld op 2360. In 2006 is het aantal inwoners door het United States Census Bureau geschat op 2512, een stijging van 152 (6,4%).

## Geografie
Volgens het United States Census Bureau beslaat de plaats een oppervlakte van 5,0 km², waarvan 4,5 km² land en 0,5 km² water. Millsboro ligt op ongeveer 11 m boven zeeniveau.

## Plaatsen in de nabije omgeving
De onderstaande figuur toont nabijgelegen plaatsen in een straal van 16 km rond Millsboro.